# Mystery Dungeon: Shiren the Wanderer
 (octobre 2019).
Si vous disposez d'ouvrages ou d'articles de référence ou si vous connaissez des sites web de qualité traitant du thème abordé ici, merci de compléter l'article en donnant les références utiles à sa vérifiabilité et en les liant à la section « Notes et références ».
Pour le jeu vidéo de 2008, voir Shiren the Wanderer (jeu vidéo, 2008).
Mystery Dungeon: Shiren the Wanderer, ou Fushigi no Dungeon 2: Fūrai no Shiren (不思議のダンジョン２ • 風来のシレン) au Japon, est un jeu vidéo de type dungeon crawler et rogue-like développé et édité par l'entreprise japonaise Chunsoft le 1er décembre 1995 sur Super Famicom, puis le 22 novembre 1996 sur Game Boy, uniquement au Japon.
Sega porte le jeu sur Nintendo DS et c'est cette dernière qui connait une sortie internationale à partir de 2008.